# Дуб над Дністром
Дуб над Дністро́м — ботанічна пам'ятка природи місцевого значення в Україні. Розташована в місті Заліщики Тернопільської області, у південній частині парку-пам'ятки садово-паркового мистецтва «Заліщицький парк».
Площа — 0,07 га, статус отриманий у 2012 році.